# El fantástico mundo de Juan Orol
El fantástico mundo de Juan Orol es una película mexicana de 2012, dirigida por Sebastián del Amo. Está basada en la vida del célebre actor, productor y cineasta hispano-mexicano Juan Orol. La cinta muestra una interpretación libre de la biografía del actor.

## Sinopsis
La película narra de una forma libre la biografía de uno de los íconos de la historia del Cine Mexicano: Juan Orol, un hombre, de origen Gallego, que después de varias peripecias llegó a México para volverse, de manera involuntaria, en el creador de varios géneros cinematográficos, entre los que destacan el Cine de rumberas y el Cine de gánsteres obteniendo un enorme éxito en taquilla pero con unas críticas terribles. Se le conoció como el "surrealista involuntario".

## Elenco
- Roberto Sosa - Juan Orol
- Ximena Rubio - Rosa Carmina
- Gabriela de la Garza - María Esquivel
- Fernanda Romero - Dinorah Judith
- Karin Burnett - María Antonieta Pons
- Alberto Estrella - Emilio Fernández
- Mauricio Galaz - Arnoldo Orol
- Ariadna Pérez Mijares - Ninón Sevilla
- Jesús Ochoa - General Cruz
- Octavio Ocaña - Juan Orol, niño
- Marissa Saavedra - Amparo Moreno
- Alfonso Borbolla - Quirico Michelana
- Jorge Zamora "Zamorita" - Negro viejo
- Yolanda Montes "Tongolele" - Ella misma

## Recepción
La crítica hacia esta película ha sido mixta. Mientras que se ha «celebrado» la actuación de Roberto Sosa en el papel principal y la dirección de arte, se ha criticado la trama como aburrida para el espectador.